# Myotis oxygnathus
Myotis oxygnathus або Myotis blythii oxygnathus — вид рукокрилих роду Нічниця (Myotis).

## Поширення, поведінка
Проживає в середземноморському регіоні від Іспанії до Італії та Греції. Також від Болгарії до Туркменістану, Киргизстану, Афганістану.